# Tonga i olympiska sommarspelen 2000
Tonga deltog i de olympiska sommarspelen 2000 med en trupp bestående av tre deltagare, två män och en kvinna, men ingen av landets deltagare erövrade någon medalj.

## Friidrott
Herrarnas 100 meter
- Toluta'u Koula
  - Omgång 1 — 11.01 (→ gick inte vidare)

Damernas 100 meter häck
- Ana Siulolo Liku
  - Omgång 1 — 14.58 (→ gick inte vidare)